# Johannes Petri
Johannes Petri (Langendorf, 1441 — Basileia, 13 de maio de 1511) foi um livreiro alemão que se estabeleceu em Basileia depois da fundação da Universidade. Imprimiu bíblias em latim e obras de Santo Agostinho.

## Obras
- Biblia Latina cum glossa ordinaria Walafridi Strabonis aliorumque et interlineari anselmi Laudunensis, Nicolau de Lira; Johann Froben e Johannes Petri, 1 Dez 1498
- Summa magistri Joha[n]nis de sancto Geminiano ordinis fratru[m] predicato[rum] de exemplis [et] si[mi]litudinibus re[rum], Joannes de Sancto-Geminiano; Sebastian Brant; Johann Froben; Johannes Petri, 25 Jan 1499
- Prima-[undecima] pars librorum divi Aurelij Augustini ... Santo Agostinho; Franciscus de Mayronis; Johann Amerbach; Johann Froben; Johannes Petri, 22 Jan 1506
- Sermone della oratione, Girolamo Savonarola; Lorenzo Morgiani; Johannes Petri, 1495
- Tractatus de p[er]iculis [con]tingentib[us] circa sacramentu[m] eucaristie [et] de remedys eorundem ex dictis sancti thome de aquino feliciter incipit., São Tomás de Aquino, Johannes Petri